# Hummer
Hummer je značka off-roadových vozidel firmy General Motors. Varianta H1 vznikla z vojenského vozidla HMMWV (zvaného Humvee) po válce v Perském zálivu, kdy bylo HMMWV úspěšně nasazeno. Varianty H2 a H3, které vznikly později jsou už jen menší a čistě civilní verze.

## Historie
První verze, tehdy pouze s označením Hummer, byly téměř totožné s vojenskou verzí, byla montována pouze pohodlnější sedadla a neobsahovaly některé vojenské prvky jako vysílačku, vodě odolnou autobaterii apod. Toto vozidlo bylo dodáváno v různých verzích (wagon, hard top, sof top, a další). Po zahájení prodeje nového modelu H2 byl Hummer přejmenován na Hummer H1. V roce 2006 byla představena verze s větším výkonem H1 Alpha. Na modelu H2 byl použit i vodíkový pohon. Existuje i verze H3, ta je rozměry už srovnatelná s SUV ostatních výrobců. Zároveň ztratila schopnost zdolávat extrémní terénní překážky, kterou měly předchozí modely.
Automobily Hummer se pro své rozměry a extrémní spotřebu staly symbolem přepychu a ekologicky nešetrné dopravy; stávají se proto terčem kritiky a někdy také cílem útoků ekoteroristů.

### Zánik značky
1. června 2009 oznámila General Motors bankrot. Hummer byl tehdy součástí GM a vzhledem k strmě klesajícím prodejům bylo rozhodnuto o zrušení automobilky Hummer. Následně však GM oznámila prodej této značky. Kupcem měla být čínská firma Sichuan Tengzhong Heavy Industrial Machinery Company Ltd. Obchod měl být uzavřen do konce ledna 2010. 1. února 2010 bylo oznámeno prodloužení prodací lhůty až do konce února. Čekalo se jen na souhlas čínské vlády. Bylo také zjištěno, že prodejní cena značky Hummer měla být 150 mil. USD. 24. února bylo oznámeno, že z prodeje sešlo a značka Hummer bude zrušena. Na jaře 2010 se objevily ještě další pokusy o prodej značky Hummer či jejích částí, ale ze všech jednání nakonec sešlo. 7. dubna bylo definitivně oznámeno ukončení produkce vozidel Hummer a na zbývajících 2 200 vozidel byly dány velké slevy. Poslední vůz Hummer H3 sjel z výrobní linky 24. května 2010.

### Obnovení
V lednu 2020 společnost General Motors oznámila návrat značky Hummer. V září 2021 má být uveden na trh nový elektrický pick-up pod názvem Hummer EV.

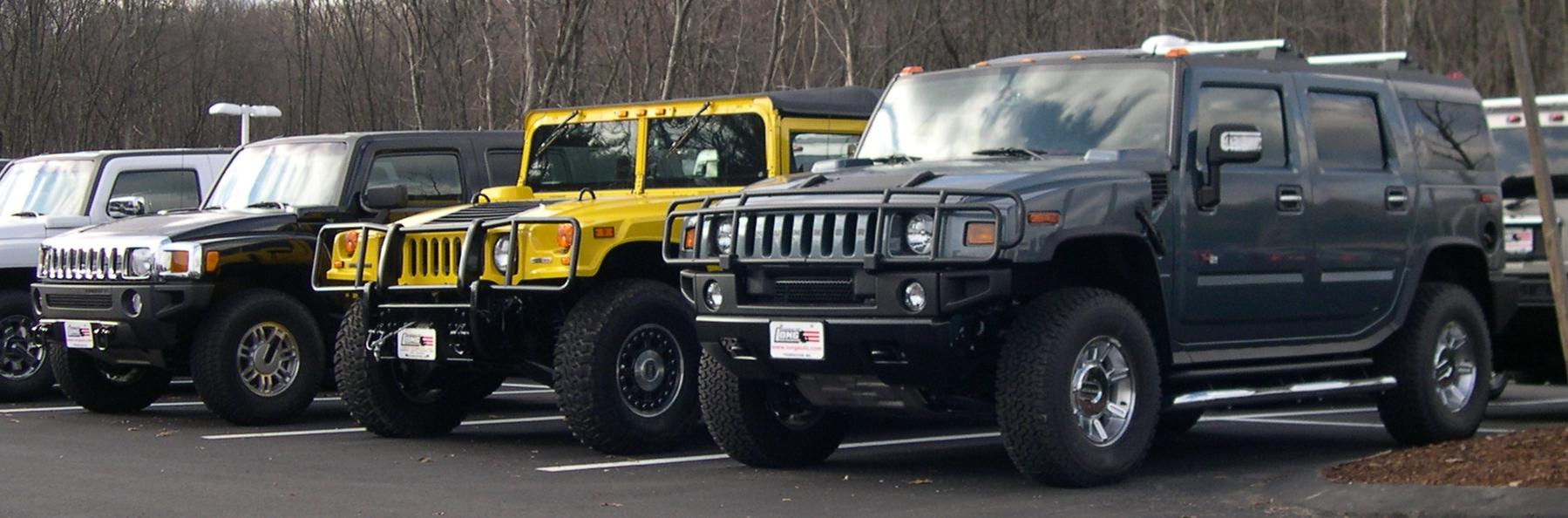
Zleva: H3, H1, a H2

## Modely
- Hummer H1
- Hummer H2
- Hummer H3